# Fritz Walter
Fritz Walter (31. oktober 1920 i Kaiserslautern – 17. juni 2002 i Alsenborn) var en meget populær tysk fodboldspiller. Han spillede, med afbrydelser, på det tyske landshold fra 1941 til 1958. I 61 landskampe scorede han 33 gange. Han blev indkaldt i 1942, og kom først hjem ved 2. verdenskrigs slutning. Derefter fortsatte han med at spille hos 1. FC Kaiserslautern (hvor han havde spillet inden krigens begyndelse), der blev tyske mestre med ham som kaptajn og frontfigur i 1951 og 1953. Fritz Walter var ligeledes kaptajn på det tyske hold der slog de "Magiske Magyarer" i VM-finalen 1954. Den 20. Juni 1959 valgte han at stoppe som aktiv fodboldspiller. 
Næsten ligeså legendarisk som Fritz Walter selv er begrebet "Fritz-Walter-Wetter" ("Fritz-Walter-vejr"). Fritz Walter foretrak at spille i regn, efter han havde fået malaria under anden verdenskrig, derfor betyder "Fritz-Walter-Wetter" altså regnvejr. 
Walter startede allerede med at spille fodbold som 8-årrig, da han startede i Kaiserslauterns ungdomsafdeling. I en alder af kun 17 år spillede han sin første kamp for førsteholdet, hvor han fortsat trofast helt frem til han stoppede med at spille fodbold. Han afslog bl.a. flere lukrative tilbud fra Spanien og Italien. Han blev en legende i indenfor tysk fodbold og især i Kaisersalutern hvor han fik klubbens stadion opkaldt efter sig, Fritz Walter Stadion.